# Conde de Seia (Moderno)
Conde de Seia (em português arcaico: Conde de Cea) foi um título nobiliárquico criado por D. João VI de Portugal a favor de D. António Manuel de Meneses, Par do reino e Capitão de Fragata da Armada Real em 13 de Maio de 1820.

## Titulares
1. D. António Manuel de Meneses (1788 -)
2. D. António Manuel de Meneses (filho)

Após a implantação da República e o fim do sistema nobiliárquico, tornou-se pretendente D. Duarte d'Orey Manoel (1957 -).